# Fisklöstjärnen, Ångermanland
Fisklöstjärnen är en sjö i Härnösands kommun i Ångermanland och ingår i Gådeåns huvudavrinningsområde.